# Восточная драма
Восто́чная дра́ма — жанр, вид драмы.

## Восток
В дошедших до нас обломках драматического творчества древнего Востока совершенно ясна связь с культом.
С культовыми мистериями было связано, вероятно, поэтическое оформление вавилонских мифов о смерти (мифы об Адапе и Этане и, в особенности, миф о нисхождении богини Иштар в ад вслед за её возлюбленным Таммузом); возможно, что и эпос о Гильгамеше использовался для мистерий.

## Эллада
Огромное значение для развития литургического действа на почве Эллады и в других странах древнего культурного круга Средиземноморья имели египетские мистерии с их великой центральной драмой Озириса: последняя документально засвидетельствована в эпоху Среднего Царства, но зачатки её намечаются уже в сохранившемся диалогическом тексте Древнего Царства.

## Азия
Культовые истоки приходится предполагать и для драмы великих культур Азии, образующей два круга — индийско-малайский и китайско-японский. Такие зачатки культовой мистерии засвидетельствованы например в поздних частях Вед. Но определяющими для развития этих форм драмы являются новые моменты в развитии общественных отношений — переход руководящей роли к светской аристократии, скопление средств и культурных сил в резиденциях царей и крупных феодалов, создание господствующим классом изысканных форм быта и отношений между полами. Так создаётся просуществовавший почти до нашей современности светский (или, точнее, полукультовый, полусветский) классический театр Индии, Китая и Японии. В его тематике преобладают героические (или историко-героические) и романтические мифы и сюжеты, его формы отличаются строгой традиционностью и необычайной изысканностью.

## Восточный театр
Очень характерным является сохранение (до известной степени) синкретического характера действа. «В зрелище восточного театра, — говорит его знаток, А. Мерварт, — сливаются в одно гармоническое целое слово, музыка и пляска, причём под пляской подразумевается вся совокупность ритмических телодвижений. Можно сказать, что восточный театр строится на музыке и на телодвижениях.
Музыка, в частности ритм, является жизненным нервом театрального искусства этих стран. При первенствующей роли, которую играют музыка и телодвижения, слова естественно занимают второстепенное место и подчиняются первым двум главным элементам.
Такое отношение к театральному искусству объясняется отчасти тем, что содержание театральных пьес принадлежит обычно или к фольклору или к хорошо известной истории данной страны или области. Действие, происходящее на сцене, заранее известно зрителю, так как он и помимо театра знакомится с сюжетами драматических пьес. Те же самые сюжеты рассказываются в повествовательной форме или странствующими сказителями, или проповедниками в храмах, или же входят в план преподавания в школах. При таком незначительном интересе, который вызывает сюжет как таковой, делаются понятными и другие поражающие нас явления. В подавляющем большинстве случаев язык театральных пьес даже тогда, когда они предназначены для широкой и малообразованной публики, сильно отличается от разговорного языка данной местности и эпохи. Пьесы составляются или на классическом литературном языке, представляющем собой художественную и условную обработку архаичной ступени языка, или же на совершенно искусственном литературном языке, содержащем в некоторых случаях элементы из разных языков. Часто сами актёры не понимают всего того, что они произносят на сцене, и подражают в своей сценической передаче текста своим учителям. Этот театральный язык — разновидность литературного языка — доступен только очень немногим зрителям, обладающим высшим образованием.
Слабым интересом к сюжету, как таковому, объясняется и то обстоятельство, что восточный театр в отличие от современного европейского театра выводит на сцену не индивидуальности, а твёрдо установившиеся типы, которым присваиваются определённый костюм, грим или маска, телодвижения, способ говорить и петь. Благодаря такой типизации ролей зрителю очень облегчается понимание происходящего на сцене действия. Для каждого типа разработан детальный канон телодвижений, жестов, тембра голоса, так что все искусство актёра сводится к наиболее виртуозному выполнению предписаний канона. Такая виртуозность достигается многолетним упражнением, причём обычно один и тот же актёр постоянно выполняет роли одного и того же типа. Таким образом достигается высшая специализация и следовательно возможность достигнуть в узких рамках одной и той же группы ролей наивысшего совершенства. Только этим мы можем объяснить себе тот поразительный факт, что во многих случаях актёры не только люди необразованные, но даже безграмотные.
Достижению виртуозности способствует также широко распространённый по всему Востоку принцип наследственности профессии и цехового деления. В некоторых местах, в частности в Индии, где цех совпадает с кастой, передаётся по наследству не только актёрская профессия в целом, но даже выполнение ролей определённого типа».
На развитие новой европейской драмы классическая драма Востока, ставшая доступной европейцам лишь очень поздно, почти не оказала влияния; литературными раритетами остаются такие факты, как влияние переводов индийской драмы («Сакунталы» Калидасы) на «пролог в театре» гётевского «Фауста».
Новая европейская драма своеобразно преломляет формы драмы античной.